# Estación de Saint-Rémy-lès-Chevreuse
La estación de Saint-Rémy-lès-Chevreuse es una estación ferroviaria francesa situada en la comuna homónima, en el departamento de Yvelines, al sudoeste de París. Pertenece a la línea B de la Red Exprés Regional más conocida como RER donde se configura como terminal del ramal B4.  

## Historia
Fue inaugurada el 26 de agosto de 1867. Inicialmente, pertenecía a la línea de Sceaux, una línea férrea que unía París con Limours. Como tal fue explotada por diferentes compañías privadas hasta que el 18 de enero de 1938 recaló en las manos de la CMP, la Compañía del ferrocarril metropolitano de París que en aquella época ya gestionaba varias líneas del metro parisino. En 1949, una recién fundada RATP, se hizo cargo de la misma regresando ésta a manos públicas.  
El 9 de diciembre de 1977, la creación de la línea B del RER que retomó en gran parte el trazado de la antigua línea de Sceaux dio un nuevo impulso a la estación. 

## Descripción
La estación, que se encuentra a 26 kilómetros al sudoeste de París, se compone de un edificio central de dos plantas donde se encuentra el vestíbulo de la estación y de dos edificios laterales.
Dispone de dos andenes, uno lateral y otro central y de ocho vías, cinco de las cuales sirven de garaje dada la condición de terminal de línea de la estación.
Todos los andenes fueron renovados en 2004 para adaptar las instalaciones a las personas con discapacidad. A la vez, se modernizaron las catenarias y se retiró parte de las vías que conectaban con la antigua estación de Limours cerrada en 1940 por su escasa rentabilidad.